# Burnie
Burnie je australské město nacházející se na ostrově Tasmánie. Leží na severní straně ostrova, asi 30 km západně od Devonportu v zálivu Emu Bay. Je čtvrtým největším městem Tasmánie.

## Historie
Město bylo založeno roku 1829.

## Zajímavosti
- Fern Glade - Malebné zahrady s hojným výskytem ptakopyska.
- Round Hill - Kopec s panoramatickou vyhlídkou.

## Průmysl
- Nejvýznamnějším podnikem v Burnie je Associated Pulp and Paper Mills založeným roku 1938.
- V Burnie se vyrábí chemikálie, čokoláda.
- Výroba sýrů. Okolní krajina je vhodná na chování mléčných plemen skotu, v roce 1955 zde český krajan Milan Vyhnálek vybudoval firmu Lactos (dnes Lion), která se stala největší sýrárnou na jižní polokouli.